# Semamun
Semamun war ein nubischer König, der von etwa 1286 bis 1287/1288, von 1288 bis 1289 und von 1290 bis etwa 1295 das Reich von Makuria regierte.
Semamun ist vor allem durch den arabischen Historiker al-Zahir bekannt, der berichtet, dass der König von al-Abwab sich über den Herrscher von Makuria beschwerte. Dies gab dem Sultan Qalawun in Ägypten einen guten Vorwand, Makuria anzugreifen. Zwei Armeen bewegten sich auf Nubien zu. Der in Alt Dunqula, der Hauptstadt von Makuria, zu dieser Zeit regierende König befahl daraufhin das Land zu evakuieren. Semamun konzentrierte seine eigenen Streitkräfte bei der Hauptstadt, wurde aber von Izz ad-Din, dem Emir, der eine der feindlichen Armeen führte, geschlagen. Semamun floh und Izz ed-Din setzte den Sohn einer Schwester von Semamun auf den Thron in Alt Dunqula. 
Als die ägyptischen Armeen abzogen, kam Semamun jedoch wieder nach Alt Dunqula und vertrieb seinen Neffen und bestieg nochmals den Thron. Daraufhin wurde in Kairo eine neue Armee ausgesandt, die die Stadt im Oktober 1289 verließ. Diese kam wieder bis Alt Dunqula, doch Semamun floh wieder in den Süden, wohin die Ägypter nicht folgen konnten. Semamun suchte Schutz im Königreich von al-Abwab, während sein Hofstaat in Alt Dunqula kapitulierte und die königlichen Insignien an die Moslems übergab. Es wurde ein neuer König in der Stadt gekrönt und eine kleine Garnison stationiert, doch kaum waren die Hauptstreitkräfte der Moslems wieder in Kairo, erschien im Jahr 1290 Semamun, richtete den Schattenkönig grausam hin und konnte wieder den Thron besteigen. Semamun schrieb nun einen Brief an den Sultan und bot ihm Geschenke an. Dieser hatte in der Zwischenzeit mit anderen Problemen zu tun und ließ Semamun in Ruhe. Semamun verschwindet damit im Dunkel der Geschichte. Im Jahr 1304 ist mit Ayay ein neuer König in Makuria bezeugt.